# عملية إسقاط الرصاص (استراتيجية)

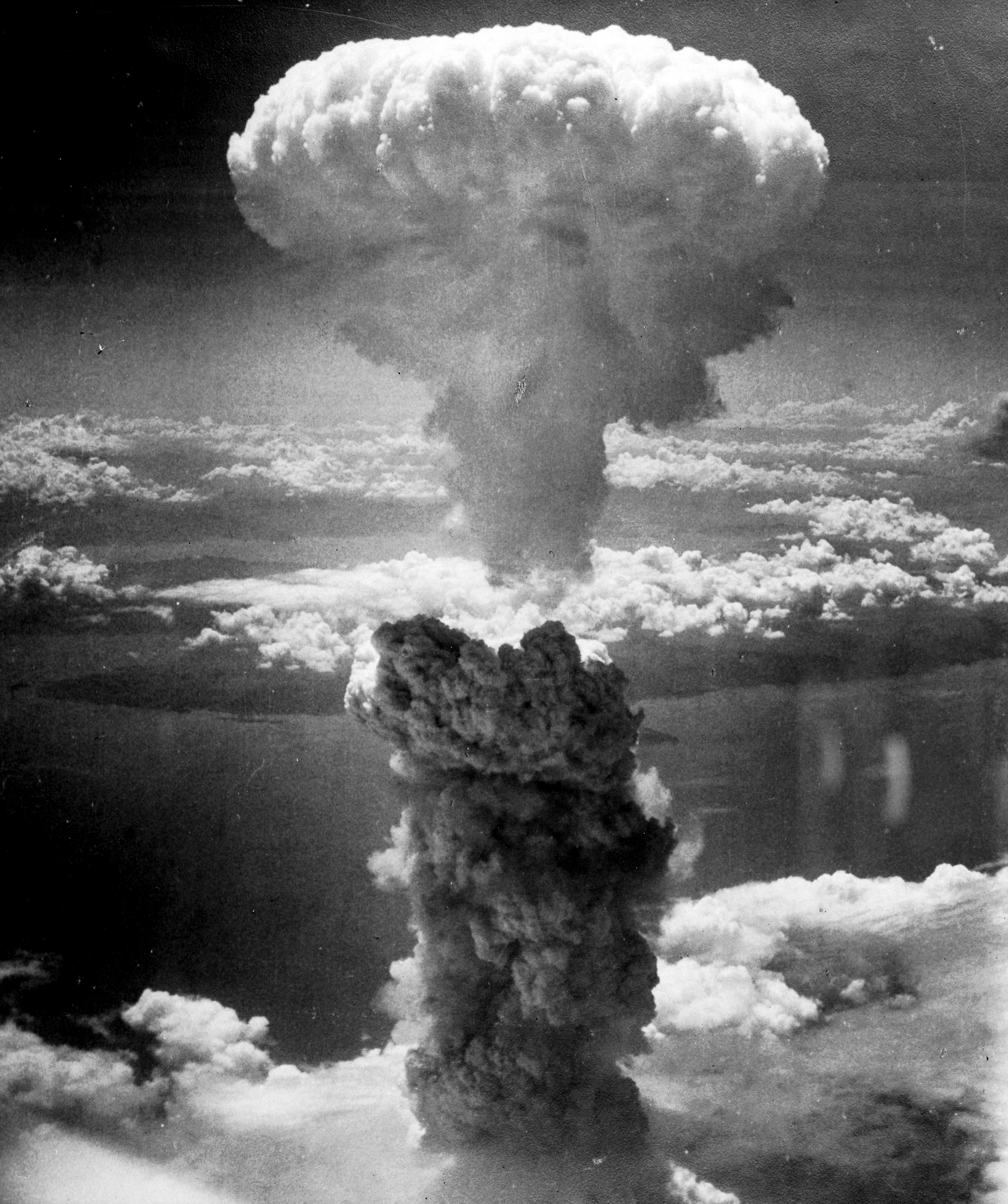
إسقاط قنبلة نووية

عملية إسقاط الرصاص هي الاسم الرسمي لوزارة الدفاع الأمريكية لوضع خطة طوارئ لحرب نووية وتقليدية محتملة مع الاتحاد السوفييتي وحلفائه من أجل مواجهة الاستيلاء السوفياتي المتوقع على أوروبا الغربية والشرق الأدنى وأجزاء من شرق آسيا المتوقع في عام 1957. وقد أعدت الخطة في عام 1949 خلال المراحل الأولى من الحرب الباردة وأزيلت عنها السرية في عام 1977 على الرغم من أن سيناريو استخدام الأسلحة النووية لم يكن من المتوقع أن تلعب دور حاسم.
حيث كانت الترسانة النووية الأمريكية محدودة الحجم ومقرها في الغالب في الولايات المتحدة واعتمد على قاذفات القنابل لتسليمها وقد اشتملت العملية على صور للبعثة كانت ستستخدم 300 قنبلة نووية و 29 ألف قنبلة شديدة الانفجار على 200 هدف في 100 مدينة وبلدة للقضاء على 85% من الإمكانات الصناعية للاتحاد السوفييتي في ضربة واحدة. تم استهداف ما بين 75 و 100 من 300 سلاح نووي لتدمير الطائرات القتالية السوفييتية على الأرض.
تم وضع هذا السيناريو قبل تطوير الصواريخ الباليستية العابرة للقارات واشتملت الخطة على مذكرة مفادها أنه سيتم إبطال الخطة بأكملها إذا أصبح الصاروخ وسيلة رخيصة وفعالة لإيصال سلاح نووي وقد تم رفع السرية عن هذه الوثائق ونشرها.